# NGC 1294
NGC 1294 je galaksija u zviježđu Perzej.

## Vanjske poveznice
- SEDS: NGC 1294